# The Financial Markets Association of the Czech Republic
The Financial Markets Association of the Czech Republic (A.C.I.) je zapsaný spolek, který se dle sdělení ČNB č. 3/2015 podílí na kotaci sazby PRIBOR.
Svůj název odvozuje od mezinárodní organizace A.C.I. The Financial Markets Association, obchodní asociace odborníků na finanční trhy se sídlem v Paříži. A.C.I. byla původně francouzská zkratka Association Cambiste Internationale, česky Mezinárodní asociace forexového obchodu.
Členy Asociace jsou a) Česká národní banka a b) pracovníci bank se sídlem v České republice, souhlasí-li s cíli a stanovami sdružení a rozhodnutí stát se členem Asociace je projevem jejich vlastní vůle. Českou národní banku zastupují při uskutečňování předmětu a cíle činnosti Asociace pověření zaměstnanci odboru korunových a devizových intervencí České národní banky.
Česká národní banka pověřila tuto organizace kalkulací PRIBORu, nicméně od samotné sazby, kterou sama ČNB zveřejnuje jako referenční, se veřejně distancovala.